# Distrikt Lahuaytambo
Der Distrikt Lahuaytambo liegt in der Provinz Huarochirí in der Region Lima im zentralen Westen von Peru. Der Distrikt wurde am 31. Dezember 1943 gegründet. Er besitzt eine Fläche von 82 km². Beim Zensus 2017 wurden 681 Einwohner gezählt. Im Jahr 1993 lag die Einwohnerzahl bei 1095, im Jahr 2007 bei 837. Sitz der Distriktverwaltung ist die 3338 m hoch gelegene Ortschaft Lahuaytambo mit 296 Einwohnern (Stand 2017). Lahuaytambo befindet sich 28 km südlich der Provinzhauptstadt Matucana.

## Geographische Lage
Der Distrikt Lahuaytambo befindet sich in der peruanischen Westkordillere südzentral in der Provinz Huarochirí. Der Oberlauf des Río Lurín durchquert den Distrikt in südwestlicher Richtung.
Der Distrikt Lahuaytambo grenzt im Süden an den Distrikt Langa, im Südwesten an den Distrikt Cuenca, im Westen an den Distrikt Antioquía, im Norden an den Distrikt San Damián sowie im Osten an den Distrikt Huarochirí.

## Ortschaften
Im Distrikt gibt es neben dem Hauptort folgende größere Ortschaften:
- Punco
- Santa Ana